# Hagenau (Baiersdorf)
Hagenau ist ein Gemeindeteil der Stadt Baiersdorf im Landkreis Erlangen-Höchstadt (Mittelfranken, Bayern). Hagenau liegt in der Gemarkung Baiersdorf.

## Lage
Östlich des Kirchdorfs grenzt das Waldgebiet Im Weidich an. Ansonsten ist der Ort unmittelbar von Acker- und Grünland umgeben. Im Nordwesten wird es von der Kreisstraße ERH 5/FO 7 tangiert, die nach Poxdorf (0,75 km nordöstlich) bzw. nach Baiersdorf (1,25 km westlich) verläuft. Im Osten wird der Ort von der Kreisstraße FO 26 tangiert, die ebenfalls nach Poxdorf (0,5 km nördlich) bzw. nach Langensendelbach (1,75 km südöstlich) führt.

## Geschichte
1938 wurde ein Flak- und Luftwaffen-Ersatzteillager auf einem Gelände erbaut, das teils zum Gemeindegebiet von Poxdorf, teils von Langensendelbach gehörte und zu diesem Zweck vom Deutschen Reich enteignet wurde. Nach Kriegsende wurden die Gebäude beschlagnahmt und am 1. Juni 1946 beschlossen, diese als Flüchtlingssiedlung zu nutzen. Etwas später wurde das gesamte Gelände der Gemeinde Poxdorf zugeschlagen. Die neue Siedlung erhielt mit Wirkung vom 5. November 1951 den Namen Hagenau.
Am 1. Mai 1978 wurde Hagenau im Zuge der Gebietsreform in die Stadt Baiersdorf eingegliedert.

### Einwohnerentwicklung
| Jahr      | 001961 | 001970 | 001987 |
| Einwohner | 788    | 791    | 966    |
| Häuser    | 54     |        | 256    |
| Quelle    | [ 8 ]  | [ 9 ]  | [ 1 ]  |

## Religion
Die Katholiken waren ursprünglich nach Unsere Liebe Frau in Jerusalem (Poxdorf) gepfarrt. Mittlerweile gibt es die Filialkirche St. Marien (Hagenau), die zur Pfarrei St. Josef (Baiersdorf) gehört. Die Lutheraner sind nach St. Nikolaus (Baiersdorf) gepfarrt.